# Фудзисава (город)
Фудзиса́ва (яп. 藤沢市 Фудзисава-си) — город в Японии, находящийся в префектуре Канагава. Площадь города составляет 69,51 км², население — 419 601 человек (1 августа 2014), плотность населения — 6036,56 чел./км².

## Географическое положение
Город расположен на острове Эносима и в префектуре Канагава региона Канто. С ним граничат города Иокогама, Аясе, Эбина, Камакура, Тигасаки, Ямато и посёлок Самукава.

## Население
Население города составляет 419 601 человек (1 августа 2014), а плотность — 6036,56 чел./км². Изменение численности населения с 1980 по 2005 годы:
| 1980 | 300 248 чел. |  |
| 1985 | 328 387 чел. |  |
| 1990 | 350 330 чел. |  |
| 1995 | 368 651 чел. |  |
| 2000 | 379 185 чел. |  |
| 2005 | 396 014 чел. |  |

## Символика
Деревом города считается Pinus thunbergii, цветком — глициния, птицей — обыкновенный зимородок.

## Эксперимент с автономным такси
В 2016 году в городе был проведён эксперимент по использованию такси без водителя.

## Города-побратимы
- Майами-Бич, США (1959)
- Мацумото, Япония (1961)
- Куньмин, Китай (1981)
- Уинсор, Канада (1987)
- Порён, Республика Корея (2002)